# Бондаренко Марфа Сидорівна
Ма́рфа Си́дорівна Бондаре́нко (20 червня (2 липня) 1892, Орлова Балка — 3 листопада 1970, Полтава) — народна поетеса, без освіти, вірші почала складати змалку, коли наймитувала.

## Життєпис
З 1913 працювала на залізниці в Полтаві, починаючи 1920 роком брала участь у громадській роботі.
Починаючи 1934 роком її вірші друкували в пресі.
1957 видано збірник «Життя наше золоте», Центральний будинок народної творчості в Полтаві.
Збирала українські народні пісні, прислів'я та приказки.
Багато її творів увійшли до фольклорних збірників, літературних альманахів, як то
- «Українська народна поезія про Велику Вітчизняну війну», Київ, 1953,
- «Народні співці Радянської України», 1955,
- «Великий Жовтень і громадянська війна в народній творчості України», 1957,
- «Степові квіти», Полтава, 1960,
- «Добрий ранок!», Полтава, 1961,
- «Вінок полтавських квіток», 1962, Центральний будинок народної творчості.

Товаришувала з народними поетесами Параскою Амбросій, Фросиною Карпенко, Христиною Литвиненко.
Її останні вірші були вміщені у трьох книгах, підготовлених харківським видавництвом «Прапор». Третя вийшла вже після її смерті.